# 象の背中
『象の背中』（ぞうのせなか）は、秋元康の小説作品及び、それを原作とした日本の漫画・絵本・アニメ・映画・テレビドラマ作品。

## 概要
産経新聞紙上に2005年1月から6月まで連載され、2006年に単行本として出版された。
これまでの恋愛ものが主であった秋元の著作とは異色の作品で、末期の肺癌で、余命半年と診断された48歳のサラリーマンの心情と生き方を描いている。中高年層に大きな共感と感動をもたらした。その一方、愛人もいる主人公の生き方に対する「男の身勝手さ」という論争も巻き起こした。
2007年にイラストレーター・アニメ作家の城井文によってゾウの一家の物語『象の背中－旅立つ日－』という改題でDVDアニメ化された（DVDは2007年10月26日にポニーキャニオンより発売）。主題歌はJULEPSの『旅立つ日〜完全版』（2009年5月現在、TBSテレビの日曜深夜の放送休止前の最後のプログラムとして、同曲のPVが放送されている）。
井坂聡監督によって役所広司や今井美樹主演で映画化され2007年10月27日に公開された。

## ストーリー
妻と2人のしっかり者の子ども、幸せな家族4人。会社での地位も得て、順風満帆に暮らす48歳の中堅不動産会社部長・藤山幸弘は、今まさに人生の“円熟期”を迎えていた。だがある日突然、末期の肺がんで余命半年だと宣告される。その時、藤山が選択したのは、延命治療ではなく「死ぬまで生きる」決意をし、大切な人たちに見守られて逝く事だった。大学生の長男・俊介の他、若い愛人・青木悦子に自分が癌であることを真っ先に告げ弱音を吐くが、23年間連れ添った妻・美和子と高校生の長女・はるかには余命の宣告の事実を告げないことを決める。彼は残された時間に今まで出会った大切な人たちと直接会って、自分なりの別れを告げようと決意する。進行中のプロジェクトや怨みを買っていた昔の取引先、喧嘩別れした友人や初恋の人に会いに行き、自分が癌で死ぬことを伝え、遺書を残してゆく。死期を悟った象とは正反対に、「今」を生き抜こうとする夫を妻は懸命に支えることを決意する。
時は過ぎ、病状は悪化して行く。末期の肺がんなのになぜか一般症例と逆に痩せてゆく主人公。一通りやりつくした藤山はホスピスに入りたくなり、長年口も聞いていなかった実兄・幸一に死後の家族の生活費1400万円を工面してもらう。海辺のホスピスで、スイカ片手に死にたくないと本音を語る主人公の横で、何も言えない兄。自由気ままに行動する藤山を美和子は、寛大に見守っている。ホスピスに入った藤山は愛する悦子にまた会いたい一心で呼んでしまうが、会いに来た時に妻と遭遇してしまう。愛人だと見抜いた美和子は悦子に深々と頭を下げお礼を言う。藤山は自分が死んだら悦子に分骨してほしいと兄に頼むが、すんなり受け入れられる。今にも死にそうな主人公を化粧もこなし綺麗に着飾ってホスピスで看病する妻に、藤山はラブレターを渡してプロポーズをする。美和子は「もし、もう一度生まれ変わっても、私にプロポーズしてくれますか?」と応じる。肺がんの藤山が咥えるタバコに、火をつけてやる美しい家族愛。主人公藤山は愛している美しい家族のことを考えながら死を迎える。

## 書籍情報

### 小説
『象の背中』
- ISBN 978-4-594-05056-6（2006年4月発行、産経新聞出版）
- ISBN 978-4-594-05454-0（2007年9月発行、扶桑社文庫）

### 漫画
『象の背中』
くじらいいく子作画で、『週刊コミックバンチ』（新潮社）に2007年30号～2008年11号まで不定期連載された。コミックスは全2巻。
1. ISBN 978-4-10-771358-2（2007年10月15日発行）
2. ISBN 978-4-10-771390-2（2008年4月15日発行）

『象の背中 〜秘密〜』
御徒町鳩作画で、『月刊ウィングス』（新書館）に連載された。コミックスは単巻。
- ISBN 978-4-403-67047-3（2007年11月発行）

『象の背中 〜それぞれの思い〜』
遠藤察男脚本、OKAWARI作画で、『コミックバーズ』（幻冬舎）に連載された。コミックスは単巻。
- ISBN 978-4-344-81123-2（2007年10月発行）

### 絵本
『ぞうの せなか』ISBN 978-4-061-32365-0（2007年10月26日発売、講談社）
イラストは網中いづるが担当。
『象の背中 ―旅立つ日―』 ISBN 978-4-334-90147-9（2007年12月6日発売、光文社）

『続・象の背中 ―バトンタッチ―』ISBN 978-4-334-90157-8（2008年12月4日発売、光文社）
イラストは城井文が担当。DVDアニメーションを絵本化し、JULEPSによる朗読のオリジナルCDを付けて刊行。

## 関連作品

### DVD
すべてポニーキャニオンより発売。
- アニメーション

「象の背中 ―旅立つ日―」本編8分（2007年10月26日発売、PCBP-51544）
「続・象の背中 ―バトンタッチ―」本編6分（2009年2月27日発売、PCBP-51553）
- 映画

「象の背中」本編123分（2008年03月19日発売、〔スペシャル・エディション〕PCBE-52828、〔スタンダード・エディション〕PCBE-52829）
- テレビドラマ

「もうひとつの象の背中」本編96分・全4話（2008年03月19日発売、PCBE-52821）

### CD
「旅立つ日〜完全版」JULEPS（2007年10月31日、UNIVERSAL J・UPCH-9408）

## 映画

### キャッチコピー
象は、自らの死期を察知した時、群れから離れ、死に場所を探す旅に出るという。

### キャスト
- 藤山幸弘：役所広司
- 藤山美和子：今井美樹
- 藤山俊介：塩谷瞬
- 藤山はるか：南沢奈央
- 青木悦子：井川遥
- 福岡美穂：手塚理美
- 高木春雄：笹野高史
- 藤山幸一：岸部一徳
- 佐久間清：高橋克実
- 今野社長：伊武雅刀
- 山城：益岡徹
- 松井医師：白井晃
- 若泉医師：小市慢太郎
- 野口看護師：久遠さやか

### スタッフ
- 監督：井坂聡
- 脚本：遠藤察男
- 制作：名雪雅夫、松本輝起、亀山慶二、片桐松樹、島本雄二
- エグゼグティブプロデューサー：平田静子、北川淳一、亀山慶二、大倉明、宇野康秀
- プロデューサー：白石統一郎、水野政明、森谷晃育、芳川透、岡田真由子、伊藤仁吾
- 企画：小滝祥平、梅澤道彦、秋元一孝、尾越浩文、遠谷信幸
- 撮影：上野彰吾
- 録音：橋本文雄
- 照明：赤津淳一
- 美術：金田克美
- 編集：阿部亙英
- 主題歌：「最期の川」CHEMISTRY
- 製作：産経新聞社、松竹、テレビ朝日、ジェネオンエンタテインメント、ポニーキャニオン、電通、扶桑社、USEN、メ～テレ、九州朝日放送、北海道テレビ、デスティニー[2]